# 観世元義
観世 元義（かんぜ もとよし、1873年（明治6年）7月20日 - 1920年（大正9年）1月26日）は、シテ方観世流能楽師。二十二世観世宗家で最後の観世大夫・観世清孝の三男で、静岡県に生まれる。二十四世観世宗家・観世左近（元滋）の実父で、観世流職分家片山家七世当主片山九郎右衛門。初名・寿。号は寿雪。

## 生涯
観世流職分家の片山晋三に嗣子がなかったため、その娘・光子と1891年（明治24年）に結婚して片山九郎三郎を名乗る。
1895年（明治28年）に長男・清久、1907年（明治40年）に次男・寿雄が誕生。兄の二十三世観世宗家・観世清廉に子がなかったため、1907年（明治40年）に清久は観世宗家の養子となる。
1913年（大正2年）七世片山九郎右衛門を襲名。翌年には大正天皇即位祝賀の大典能で、千歳として観世元滋とともに「翁」を勤めている。1916年（大正5年）に故あって片山家を去り、以後観世元義を名乗る。その後も京都を拠点に活動して京都観世流の中心を担い、1918年（大正7年）には丸太町に観世能楽堂を建設している。また明治以来の懸案だった観梅問題への解決に意欲を示すなど、息子を助けて流内の統一に尽力している。
1920年（大正9年）歿。行年47歳。20歳以来の京都暮らしにもかかわらず、その芸風は江戸流のさっぱりとしたものだった、と四世井上八千代（寿雄改め博通の妻）が回想している。やや圭角のある人物であったというが、実子・二十四世観世宗家をよく支えたと評される。

## 脚註

### 註釈
1. ↑  このころ、観世宗家は徳川慶喜に従い駿府に在った[2]。
2. ↑  観世宗家は、特に流儀に功績のあった者に、雪の一字が付いた雅号（雪号）を授けている[3]。